# اپی‌گلوتیت
اپی‌گِلوتیت (به انگلیسی: Epiglottitis) به معنی التهاب اپیگلوت است. غضروف الاستیک اپیگلوت بخشی از راه هوایی فوقانی است که در انتهای زبان قرار دارد از این‌رو این بیماری می‌تواند موجب انسداد راه هوایی شود و خطرناک است. بیماری در کودکان زیر هفت سال و در زمستان شایعتر است.
شایعترین عامل بیماری باکتری هموفیلوس آنفلوآنزا نوع b می‌باشد هرچند استرپتوکوکها نیز می‌توانند موجب اپی گلوتیت شوند.

## علائم بیماری
بیماری با گلودرد شروع شده و به سرعت شدت پیدا کرده و طی چند ساعت منجر به سختی بلع غذا (و ریزش بزاق) می‌شود. بیمار تب دار بوده‌است و بیمار طی ۶ ساعت اول دچار اختلال در تنفس شده و صداهای خشن تنفسی (hoarseness of voice and stridor) پیدا می‌کند. در صورت عدم درمان بیماری می‌تواند کشنده باشد (اورژانس). از معاینه ته حلق بیمار بدون وجود امکانات پیشگیرانه بایستی اجتناب کرد. لارنگوسکوپی و گرفتن رادیوگرافی ساده گردن (دیدن علامت شست در گرافی) به تشخیص در مرحله اول کمک می‌کند.

## درمان
درمان با آنتی‌بیوتیک وریدی (مانند سفتریاکسون و کلرامفنیکل) است. برای حفظ راه تنفسی از گذاشتن لوله تراشه (انتوباسیون) و اکسیژن استفاده می‌کنیم. در صورت عدم امکان لوله گذاری، نای‌بری یا کریکوتیروئیدوتومی انجام می‌دهیم. امروزه واکسن هموفیلوس Hib vaccine در دسترس است.